# 巴赫姆Ba 349 水游蛇

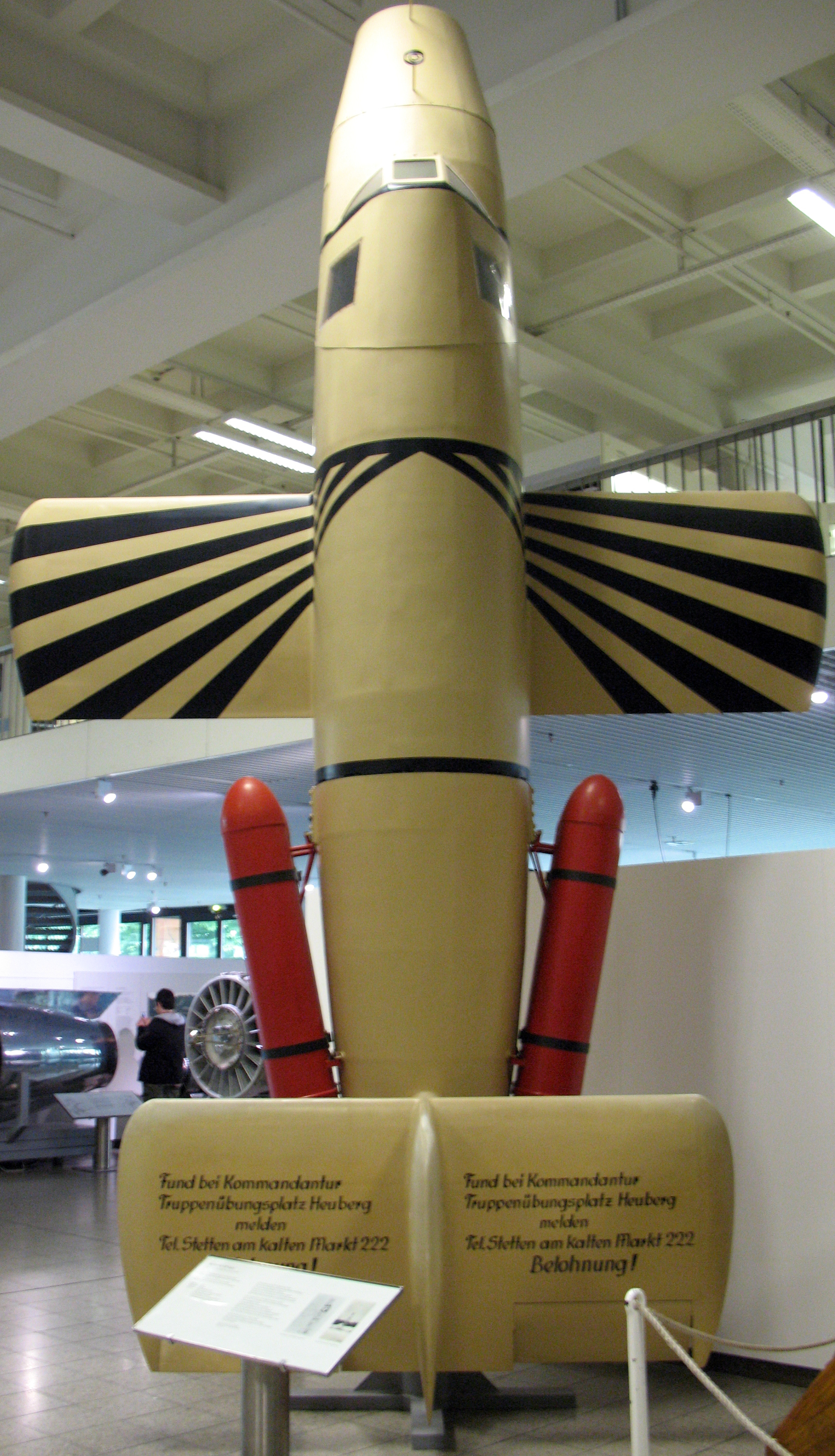
巴赫姆Ba 349 水游蛇的現代複製品

巴赫姆Ba 349 水游蛇（德語：Bachem Ba 349 Natter）是德国在二战期间研发的一种攔截機，巴赫姆Ba 349 水游蛇的功能與面對空飛彈十分相似。其采用垂直起飞方式，因此无需使用机场跑道就能起飛，坐在上面的飞行员（受训程度相对较低）主要负责将载具瞄准敵方轰炸机，之后发射火箭。之后，飞行员和搭載着发动机的机身将借助两个降落伞分别着陆。
1945年3月1日，巴赫姆Ba 349进行了首次也是唯一一次载人垂直起飞，最终导致试飞员洛塔·齐伯（Lothar Sieber）身亡。